# US Open 2007/Herrendoppel-Rollstuhl
Das Herrendoppel (Rollstuhl) der US Open 2007 war ein Rollstuhltenniswettbewerb in New York City und fand vom 6. bis zum 9. September statt.
Vorjahressieger waren Robin Ammerlaan und Michaël Jeremiasz.

## Setzliste
| Nr. | Paarung                           | Erreichte Runde |
| --- | --------------------------------- | --------------- |
| 01. | Shingo Kunieda Satoshi Saida      | Sieg            |
| 02. | Robin Ammerlaan Michaël Jeremiasz | Finale          |

## Hauptrunde
Zeichenerklärung
- Q = Qualifikant
- WC = Wildcard
- LL = Lucky Loser
- ITF = qualifiziert über ITF-Ranking
- ALT = alternate (Ersatz)
- PR = Protected Ranking
- SE = Special Exempt
- r = retired (Aufgabe)
- d = Disqualifikation
- w.o. = walkover
- [ ] = Match-Tie-Break

|  | Halbfinale | Halbfinale                        | Halbfinale | Halbfinale | Halbfinale |  |  | Finale | Finale                            | Finale | Finale | Finale |
|  |            |                                   |            |            |            |  |  |        |                                   |        |        |        |
|  |            |                                   |            |            |            |  |  |        |                                   |        |        |        |
|  | 1          | Shingo Kunieda Satoshi Saida      | 6          | 6          |            |  |  |        |                                   |        |        |        |
|  |            | Tadeusz Kruszelnicki Jon Rydberg  | 1          | 1          |            |  |  |        |                                   |        |        |        |
|  |            |                                   |            |            |            |  |  | 1      | Shingo Kunieda Satoshi Saida      | 6      | 6      |        |
|  |            |                                   |            |            |            |  |  | 2      | Robin Ammerlaan Michaël Jeremiasz | 3      | 2      |        |
|  |            | Stéphane Houdet Ronald Vink       | 4          | 3          |            |  |  |        |                                   |        |        |        |
|  | 2          | Robin Ammerlaan Michaël Jeremiasz | 6          | 6          |            |  |  |        |                                   |        |        |        |
|  |            |                                   |            |            |            |  |  |        |                                   |        |        |        |